# Liste der Orte in Palau
Dies ist eine Liste der Ortschaften in Palau.
Die mit Abstand größte Agglomeration in Palau ist Koror mit einer Einwohnerzahl von 11.199 (Stand 2020). Damit konzentriert sich fast zwei Drittel der Bevölkerung des Landes in der Region. Hauptstadt von Palau ist Ngerulmud. Mit weniger als 300 Einwohnern ist Ngerulmud die einwohnerärmste Hauptstadt eines souveränen Staates. Konkrete Einwohnerangaben gibt es nicht.
In der folgenden Tabelle sind die größten Städte und Orte sowie der Staat, zu dem die Stadt gehört, aufgeführt. Die Einwohnerzahlen ergeben sich aus dem Zensus 2020 und beziehen sich auf die eigentliche Stadt ohne Vorortgürtel.
| 1. | Koror       | 10.743 | 9.781 | 9.564 | Koror        |
| 2. | Airai       | 2.207  | 1.928 | 2.020 | Airai        |
| 3. | Meyungs     | 1.933  | 1.679 | 1.631 | Koror        |
| 4. | Ngetkib     | 516    | 529   | 630   | Airai        |
| 5. | Kloulklubed | 702    | 484   | 454   | Peleliu      |
| 6. | Bkulangriil | 170    | 227   | 239   | Ngeremlengui |